# Мой нулевой час
«Мой нулевой час» (нем. Meine Stunde Null) — художественный фильм ГДР — кинокомедия о Второй мировой войне, премьера которого состоялась в 1970 году. Режиссёр фильма — Йоахим Хаслер, сценаристы — Юрек Беккер и Карл Круг. Главную роль сыграл Манфред Круг.
Фильм снят на киностудии ДЕФА. Антивоенная направленность фильма сдобрена легким юмором, на фоне антифашистских настроений в гитлеровской Германии показано зарождение немецко-советской дружбы.

## Сюжет
Берлинский рабочий Курт Хартунг (Манфред Круг) воюет на Восточном фронте в звании ефрейтора немецкого Вермахта в 1943 году. По типажу он напоминает бравого солдата Швейка, относится к военным обязанностям без старания, за что его не жалует начальство. Волей случая он сталкивается с командиром, майором Штекбеком, в неподходящей ситуации, за что последний в отместку отправляет его на передовую сразу после того, как Хартунг обезвредил бомбу. Там он попадает в советский плен, где старший лейтенант Нетребин (Глеб Стриженов) при участии австрийского коммуниста перевербовывает его.
Хартунга в мундире немецкого лейтенанта направляют в немецкий тыл вместе с двумя советскими диверсантами (которых играют Анатолий Кузнецов и Лев Прыгунов), один из которых даже не говорит по-немецки, с заданием похитить высокопоставленного немецкого офицера. В результате похитить удаётся не кого иного, как майора Штекбека, которого только что повысили в звании. В ходе миссии Хартунг подружился со своими напарниками.

## Кинопрокат
Премьера фильма состоялась 28 апреля 1970 года в Берлине. 1 мая того же года он вышел на экраны кинотеатров. Несмотря на относительно негативные отзывы критиков, фильм имел популярный успех: за первые восемь недель его просмотрели более 500 000 человек и укрепили статус Манфреда Круга как выдающейся звезды ГДР.
Режиссёр Курт Юнг-Альзен (обычно игравший роли второго плана) сыграл в фильме свою единственную крупную роль — майора Штекбека. Съемочную группу поддерживала советская часть, дислоцированная в Потсдаме, которая, помимо прочего, предоставила съемочной группе свой полигон.
Фильм был выпущен в Германии на видеокассете VHS в 2001 году и на DVD в январе 2007 года.

## Особенности
Фильм примечателен тем, что изображает советских и немецких военных хотя и в духе просоветской пропаганды, однако с использованием иных клише и приёмов, чем были приняты в советском кино. Хотя фильм и был переведен на русский язык, однако в СССР остался практически незамеченным кинокритикой.
Напарник Хартунга на передовой вооружён автоматом StG 44, который лишь начал выпускаться в июне 1943 г., и до конца года попавшие на фронт образцы проходили испытание в боевых условиях.